# نظرية الكثافة الوظيفية

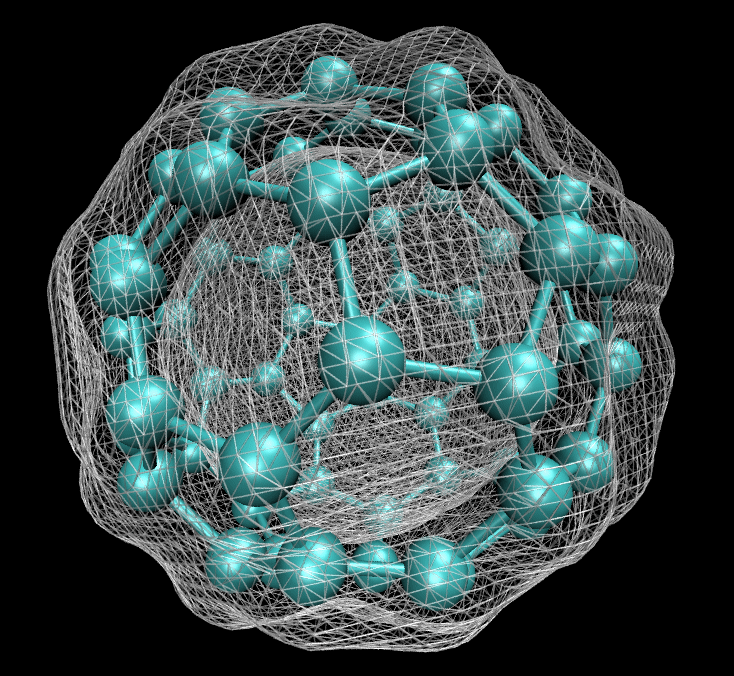

نظرية الدالة الوظيفية للكثافة  (DFT, Density Functional Theory) هي أحد أهم الطرق المستعملة في الفيزياء والكيمياء النظريين وبواسطتها نستطيع أن نحدد خصائص نظام متعدد الجسيمات (الطاقة الكلية للنظام، الكثافة الإلكترونية للمدارات، المعاملات الفيزيائية والضوئية للمادة....)، وهي واحدة من أكثر الطرق استخداما في العمليات الحسابية الكمومية بسبب إمكانية تطبيقها على أنظمة متنوعة وبتكلفة وسرعة العالية.
تعتمد الطرق التقليدية في حلها معادلة شرودنغر لنظام مكون من عدة ذرات ولا سيما نظرية هارتري-فوك والطرق المستنبطة منها على الدالة الموجية ذات 3N متغير (حيث N هو العدد الإجمالي لجزيئات النظام)، لذلك تكون لمعادلات المراد حلها جد معقدة وتتطلب جهدا كبيرا· الهدف الرئيسي نظرية الرئيسي نظرية الدالة الوظيفية للكثافة هو استبدال الدالة الموجية بالدالة الوظيفية للكثافة ذات ثلاثة متغيرات فقط وجعلها كقاعدة للحساب، لذلكفالتعامل معها كمفهوم رياضي أو فيزيائي هو أسهل بكثير، فمبدأ DFT هو إعادة صياغة للمسألة الكمومية وتحويلها من مسألة لنظام متعددالجسيمات إلى مسألة أحادية الجسيمة.
تعود جذور DFT للنموذج الذي وضعه لويلين توماس وانريكو فيرمي في أواخر 1920. ومع ذلك فإنه لم يكن ب الإمكان إستعمالها حتى منتصف 1960. ومنذ ذلك الوقت وهي في تطور متصاعد. مع تطور وقوة البرامج المعلوماتية وسرعة تطبيق العمليات الحسابية. جاءت نتائج (DFT) النظرية قريبة على نحو مرض تماما مع البيانات التجريبية وبتكاليف منخفضة نسبيا مع الطرق التقليدية التي تستهلك المال والوقت معا، ولكن على الرغم من التحسن الكبير الذي طرأ مؤخرا والتحسين المستمر للبرامج، لا تزال هناك بعض الصعوبات في استخدام نظرية الكثافة الوظيفية (DFT) لوصف التفاعلات بين الجزيئات وخاصة القوى الضعيفة (فان دير وال), الحالات الانتقالية للإلكترونات، حساب الفجوة (band Gap) في أشباه الموصلات، هذه الثغرات يمكن أن تؤثر على نتائج (DFT) «على الأقل عندما تستعمل وحدها دون تصحيح» حيث يتم تطوير طرق جديدة ل (DFT) للتغلب على هذه المشكلة، من خلال إحداث تعديلات على الدالة الوظيفية أو إدراج شروط في برامج الحساب وهو موضوع البحث الحالي في هذا المجال.

## أساسيات
«إن القوانين الفيزيائية الأساسية اللازمة للتعبير الرياضي لجزء مهم من الفيزياء والكيمياء كلها معروفة سلفا، وتكمن الصعوبة فقط في التطبيق الدقيق لهذه القوانين الذي يؤدي إلى المعادلات جد معقدة يتعين حلها» عن - بول ديراك 1929

### معادلة شرودنجر
المعادلة الأساسية التي يتعين حلها لوصف نظام يتكون مثلا من العديد من الجزيئات أو الذرات هي معادلة إرفين شرودنغر (1887-1961) المعروفة بمعادلة شرودنجر وتكتب على الشكل التالي:
بحيث {\displaystyle \,\!H} هو المؤثر الهاملتوني (Hamiltonian operator)الكمي للمجموعة قيد الدرس والمكونة من {\displaystyle \,\!N} إلكترون (ذات الأساس {\displaystyle \,\!i}) و {\displaystyle \,\!A} لنوى الذرات (ذات الأساس {\displaystyle \,\!I}). الحدين الأولين من المؤثر الهاملتوني هما على التوالي هو مؤثر الطاقة الحركية للإلكترونات ونوى الذرات على التوالي، أما الحدود الثلاثة المتبقية فهي تمثل مؤثرات الطاقة الوضعية أو الجهد لمختلف التفاعلات البنية (الإلكترون-النواة) و (الإلكترون -الإلكترون) و (النواة- النواة).
حل هذه المعادلة على حالتها هذه معقدة جدا، ولكن وباستخدام تقريب بورن-أوبنهايمر الذي وضعه كل من ماكس بورن وروبرت أوبنهايمر أصبح ممكنا إلى حد ما. وهذا التقريب ينص على إمكانية إهمال حركة النوى مقارنة مع حركة الإلكترونات. وذلك راجع للكتلة النواة العالية وسرعتها البطيئة مقارنة بكتلة وسرعة الإلكترونات. هذا يمكننا من عزل حركة الإلكترونات عن حركة النوى وتكون النتيجة الإبقاء على الحدود التي تحتوي تمثل طاقة الإلكترون الحركية والوضعية بالإضافة إلى طاقة الوضع الناتج عن تفاعل الإلكترون مع النواة. وبهذا نكون قد اقتصرنا على حل معادلة شرودنغر للإلكترونات. ويمكننا إعادة كتابة المعادلة اعلاه على الشكل التالي:
سنقتصر في دراستنا المتبقية على دراسة {\displaystyle H^{e}} والذي يحدد معادلة شرودنغر المتعددة الإلكترونات:
وقد تم تطوير العديد من طرق لحل هذه المعادلة لكنها كانت تعتمد على الدوال الموجية كطريقة هرتري فوك. توفر DFT طريقة بديلة تعتبر كثافة الإلكترونات هي الأساس لمعرفة خصائص المجموعة المدروسة.

### تعاريف

#### لدالة الوظيفة
كائن رياضي يمثل علاقة رياضية نربط بها دالة بدالة أخرى عكس مفهوم الد آلة العادية التي نربط بها دالة بعدد ذو قيمة معينة. فمثلا الدالة الموجية {\displaystyle \Psi ({\vec {r}})} هي دالة عادية، أما الطاقة {\displaystyle E} فيمكن التعبير عنها بدلالة {\displaystyle E[\Psi ({\vec {r}}_{i})]} فتسمى دالة وظيفية 

#### الكثافة الإلكترونية
احتمال العثور على إلكترون متمركز في الموضع {\displaystyle \,\!{\vec {r}}} من بين العدد الإجمالي للإلكترونات {\displaystyle \,\!N} في حيز حجمه {\displaystyle \,\!d{\vec {r}}} هو:
حيث {\displaystyle \,\!n(r)} هو احتمال الكثافة الإلكترونية والذي يعرف بأنه:
احتمال الكثافة الإلكترونية له خاصيتين أساسيتين هما:
1. {\displaystyle n({\vec {r}}\rightarrow \infty )=0}
2. {\displaystyle \int n({\vec {r}})d{\vec {r}}=N}

#### الكثافة الإلكترونية لزوج من الإلكترونات
كثافة زوج من الإلكترونات هو احتمال العثور في وقت واحد على اثنين من بين {\displaystyle \,\!N} من الإلكترونات والمتموضعين في وحدتي الحجم{\displaystyle \,\!d{\vec {r}}} و {\displaystyle \,\!d{\vec {r}}'} هي: {\displaystyle n({\vec {r}},{\vec {r'}})drdr'}

## نموذج توماس فيرمي
نظرية دالة الكثافة الوظيفية نشأت من نموذج توماس فيرمي، التي وضعتها لويلين توماس (1903-1992) وإنريكو فيرمي (1901-1954) في عام 1927. واعتمدت طريقة توماس فيرمي على نموذج إحصائي لتقريب التوزيع الإلكتروني حول الذرات. هذا النموذج أعطى صورة عن إمكانية الاعتماد على الكثافة الإلكترونية لحساب الطاقة الحركية رغم أن هذا النموذج أعطى نتائج ضعيفة لعدم دقته.ويمكن اعتباره

## الأسس الرياضية

### نظرية هوهنبرج وكوهين
التقريب الذي وضعه بيير هوهنبرج ووالتر كوهين مكن من إعادة صياغة نظرية الكثافة الدالّية (Density Functional Theory) المقترحة من قبل توماس فيرمي ووضع نظرية دقيقة لنظام متعدد الجسيمات. هذا التقريب ينطبق على أي نظام من الجسيمات المتفاعلة تتحرك في جهد خارجي ويقوم على اثنين من النظريات الأساسية التي تم إثباتها من طرف كوهين في بحثه لسنة 1964.
التقريب الذي وضعه بيير هوهنبرج ووالتر كوهين مكن من إعادة صياغة الدالة الوظيفية للكثافة المقترحة من طرف توماس فيرمي ووضع نظرية دقيقة لنظام متعدد الجسيمات. هذا التقريب ينطبق على أي نظام من الجسيمات المتفاعلة تتحرك في جهد خارجي ويقوم على اثنين من النظريات الأساسية التي تم إثباتها من طرف كوهن في بحثه لسنة 1964.